# Zheng Meizhu
Zheng Meizhu, född 5 november 1962 i Fuzhou, är en kinesisk före detta volleybollspelare. Hon blev olympisk guldmedaljör i volleyboll vid sommarspelen 1984 i Los Angeles.